# Acrocrypta
Acrocrypta là một chi bọ cánh cứng trong họ Chrysomelidae.
Chi này được Baly miêu tả khoa học năm 1862.

## Các loài
Các loài trong chi này gồm:
- Acrocrypta bipunctata Medvedev, 1996
- Acrocrypta cebuensis Doeberl, 2001
- Acrocrypta fulva Medvedev, 1993
- Acrocrypta gracilicornis Chen & Wang, 1980
- Acrocrypta gracilicornis Medvedev, 1993
- Acrocrypta haemorrhoidalis Doeberl, 2001
- Acrocrypta incisa Doeberl, 2001
- Acrocrypta medvedevi Doeberl, 2001
- Acrocrypta nigra Doeberl, 2001
- Acrocrypta novemmaculata Doeberl, 2001
- Acrocrypta octopunctata Doeberl, 2001
- Acrocrypta purpurea Baly, 1877
- Acrocrypta signata Doeberl, 2001
- Acrocrypta similis Doeberl, 2001
- Acrocrypta sprecherae Doeberl, 2001
- Acrocrypta violaceicuprea Wang in Wang & Li, 2007